# Waterproof Blonde
Waterproof Blonde war eine US-amerikanische Rockband aus Louisville, Kentucky.

## Geschichte
Die Band wurde im Jahr 2002 von der Sängerin Rachel Hagan und dem Bassisten Jeffrey Smith gegründet, der Bandname bezieht sich auf eine Textzeile aus dem Film Die Frau auf der Brücke (1999). Im Januar 2003 spielten sie ihr erstes Konzert und kurz darauf erschien über die Plattenfirma Crash Avenue die EP Glitter Lust. Das darauf enthaltene Stück Come On wurde von dem Wrestler Sean O’Haire in einer neu abgemischten Version als Einzugsmusik verwendet. 2005 veröffentlichte die Gruppe mit The Morning After the Night Before ihr einziges Album. An dessen Mix war Jay Pellicci beteiligt, der u. a. auch mit The Magnetic Fields arbeitete. Außerdem spielten sie das von WWE-Musikdirektor James A. Johnston geschriebene Lied Just Close Your Eyes ein, dass Christian zeitweise als Entrance nutzte, ehe es durch eine Coverversion der Gruppe Story of the Year ersetzt wurde.
Noch im Erscheinungsjahr von The Morning After the Night Before lösten sich Waterproof Blonde wieder auf.

## Diskografie
- 2003: Glitter Lust (EP)
- 2004: WWE ThemeAddict: The Music, Volume 6 (Combilation, enthält Just Close Your Eyes)[3]
- 2005: The Morning After the Night Before